# Jezero (cratère)
Pour les articles homonymes, voir Jezero.
Jezero est un cratère d'impact de 49 km de diamètre situé sur Mars dans le quadrangle de Syrtis Major par 18,2° N et 77,6° E, formé au Noachien il y a environ 3,7 milliards d'années en bordure occidentale d'Isidis Planitia.
C'est le site d'atterrissage choisi officiellement par la NASA pour la mission Mars 2020, dont l'un des objectifs principaux est de chercher des traces de vie ancienne.

## Origine du nom
En 2007, après la découverte de son ancien lac, le cratère a été nommé en l'honneur de la ville de Jezero, en Bosnie-Herzégovine,. Dans plusieurs langues slaves, le mot jezero signifie lac.

## Géographie et géologie
Ce cratère se situe précisément au sud de Nili Fossae et d'Arena Colles, au nord-est de Syrtis Major Planum et au sud-est du cratère Hargraves.
Il est notamment connu pour abriter un delta argileux par 18,9° N et 77,5° E, qui complète l'ensemble des indications d'une région autrefois riche en eau liquide — notamment l'hydrothermalisme fortement soupçonné d'être à l'origine des dégagements de méthane observés au-dessus de Nili Fossae.

## Mission Mars 2020

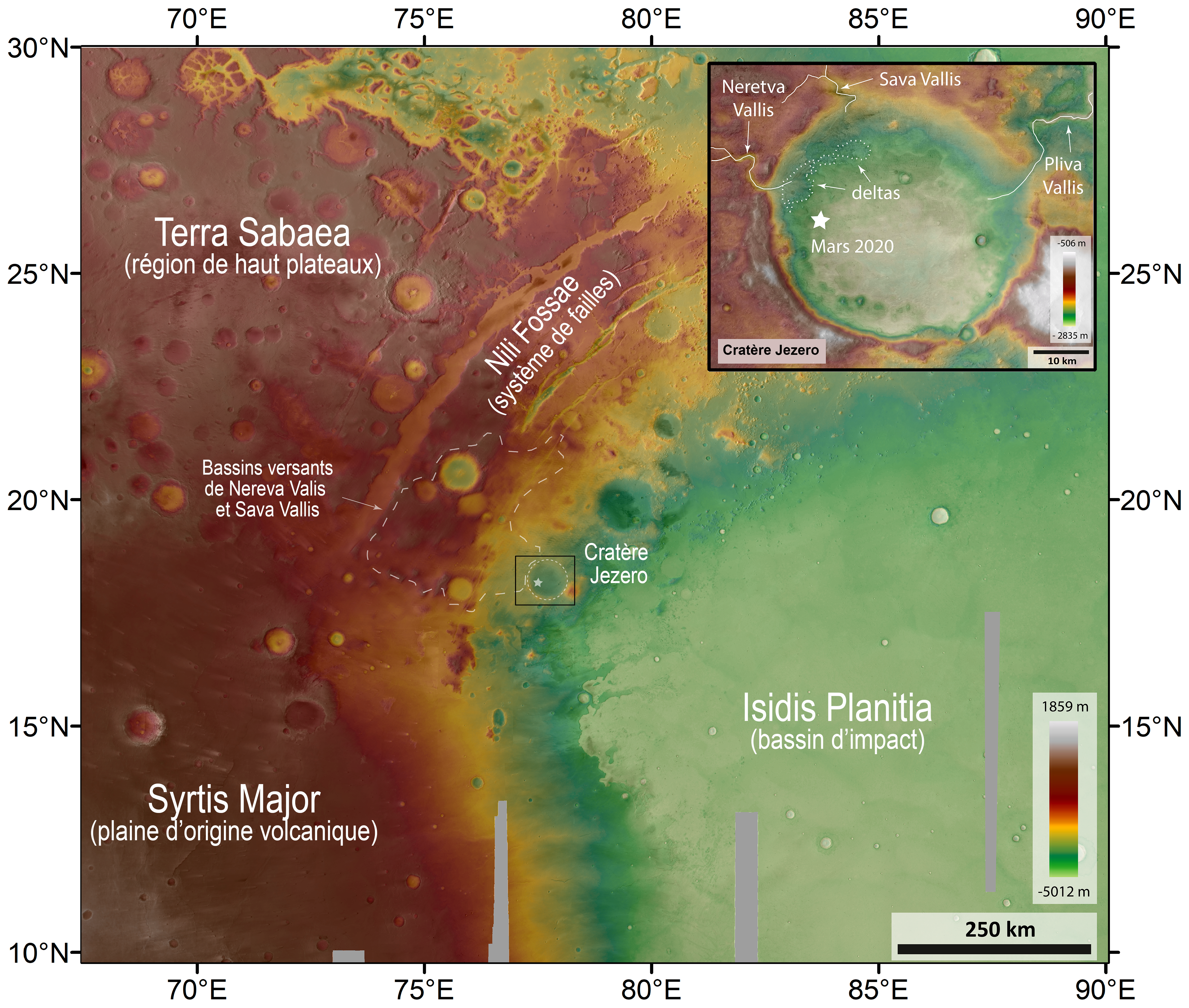
Carte topographique régionale montrant respectivement le bassin Isidis Planitia, le réseau de failles Nili Fossae, le cratère (à peu près au centre) et le lieu de l'atterrissage de Perseverance (dans le cartouche).

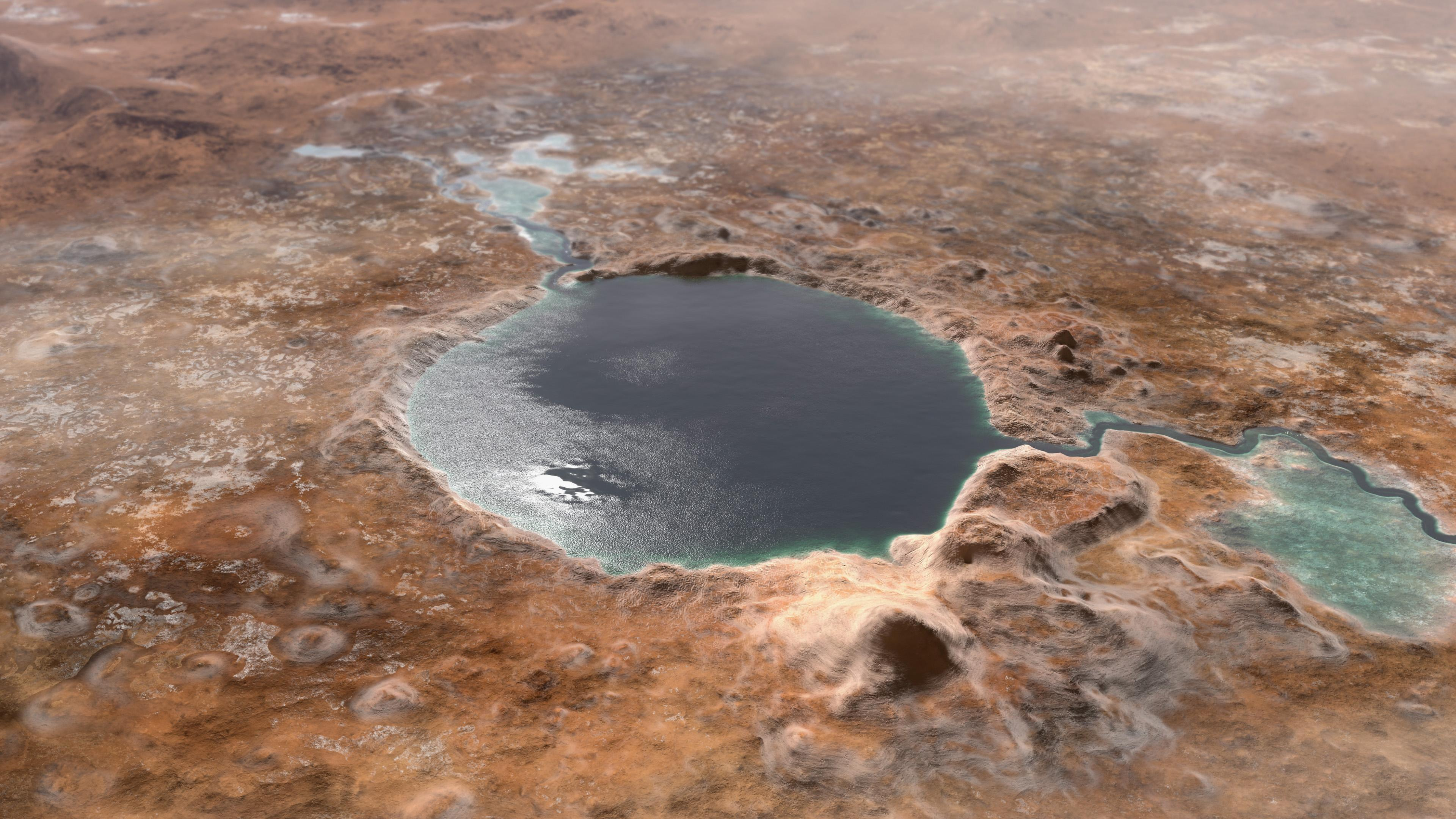
Vue d'artiste du cratère Jezero tel qu'il aurait pu exister dans le passé lointain de la planète Mars

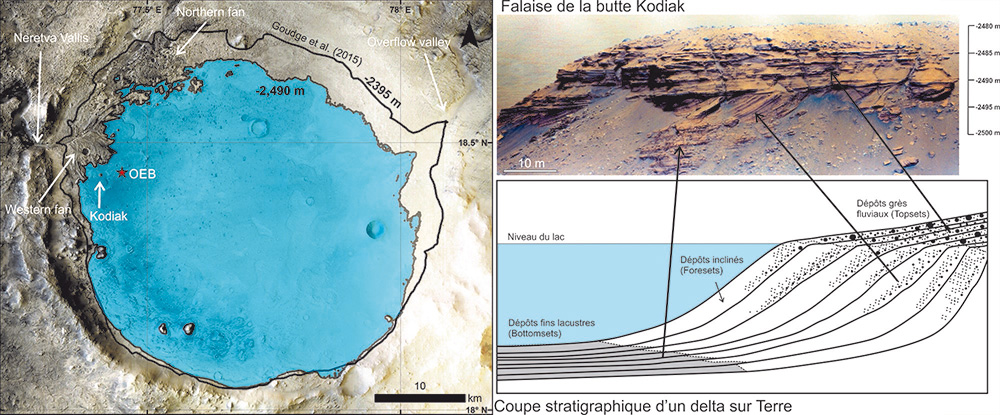
Nouvelles estimations du niveau du lac de cratère Jezero. À gauche (en bleu): le niveau estimé du lac du cratère Jezero à la suite des observations de Perseverance (étoile rouge), 100 m plus bas que le niveau suggéré par les données satellites. À droite, détails de la butte Kodiak montrant les strates sédimentaires successives, dont certaines inclinées, comparés à une coupe des strates d’un delta terrestre,.

Ce cratère avait été, dans un premier temps, sélectionné parmi plusieurs dizaines de sites d'atterrissage envisageables pour le Mars Science Laboratory, avant d'être rapidement écarté au profit d'autres lieux plus prometteurs — à commencer par le site voisin de Nili Fossae.
Il est proposé comme site d’atterrissage pour le rover Mars 2020,  Il a été retenu dans les trois meilleurs sites d'atterrissage.
La vie aurait pu se développer dans ce cratère: il a hébergé un lac. Le delta s'est formé sur une période de un à dix millions d'années.
Des minéraux argileux ont été détectés dans le secteur du cratère,,
Mars Reconnaissance Orbiter a détecté ces argiles.
L'argile se forme en présence d'eau, donc il y en a probablement eu à cet endroit et, potentiellement, la vie.
L'image montre un canal qui a charrié de l'eau et des sédiments en direction du cratère Jezero.
Les chercheurs ont décrit dans un article publié en Mars 2015 l’existence d'un ancien système de lacs dans le cratère. L'étude avance l'idée que l'eau a été présente dans le cratère au moins à deux époques séparées.
Il y a deux lits potentiels de rivières au nord et à l'ouest du cratère. Ils possèdent tous les deux ce qui ressemble à un delta avec dépôts de sédiments charriés par l'eau et déposés dans le lac.
Les cratères d'un diamètre donné sont supposés avoir une certaine profondeur. Lorsque celle-ci est moins profonde, cela veut dire qu'il y a eu un dépôt de sédiments.
Des calculs suggèrent qu'il pourrait y avoir environ un kilomètre de sédiments. La majeure partie de ceux-ci étant probablement amenés par les rivières.
L'un des principaux objectifs de la mission Mars 2020 est de rechercher des signes d'une vie ancienne. Il est espéré qu'une mission de retour d'échantillons puisse être ensuite envisagée sur un tel site.
En novembre 2018, le cratère Jezero a finalement été choisi pour l’atterrissage de Mars 2020.
Le 18 février 2021 à 21h55 heure française, la sonde se pose avec succès au fond du cratère et délivre sa première image du sol martien quelques minutes plus tard.
Le 8 octobre 2021, un article publié dans la revue Science indique que grâces aux images prises par le rover Perseverance la présence d'un ancien lac de 35 km de diamètre est confirmée, notamment grâce à la présence de dépôts deltaïques ayant progradé dans ce lac.
En 2024, des roches claires trouvées dans le cratère, photographiées et analysées par Perseverance, se révèlent riches en kaolinite et en halloysite, la première occurrence certaine de ces deux minéraux ailleurs que sur Terre. Ils proviennent probablement de l'altération aqueuse de roches transportées depuis les bords du cratère, à une époque où le climat était chaud et humide,.

## Code OACI
Le 19 avril 2021, Ingenuity a procédé à son premier vol sur Mars depuis Jezero. En conséquence, l'Organisation de l'aviation civile internationale (OACI) a attribué à l'hélicoptère l'indicatif à trois lettres IGY et l'indicatif d'appel INGENUITY, tandis que le cratère Jezero a reçu le code JZRO. C'est le seul site à avoir J en première lettre,,.